# 我没有敌人
《我没有敌人——我的最后陈述》（I have no enemies: My final Statement）是中国持不同政见者、诺贝尔和平奖获得者刘晓波写的一篇演讲稿，原定于在2009年12月的审判中宣读。

## 内容
刘被指控犯有“煽动颠覆国家政权罪”。 2009年12月23日，他在中国北京出庭受审，并于12月25日被判处有期徒刑11年。刘晓波在演讲稿中表示他没有敌人，也没有仇恨。 监视、逮捕、审问他的警察、起诉他的检察官、判刑的法官都不是他的敌人。因为仇恨会腐蚀一个人的智慧和良心，敌对心态可以毒害一个民族的精神，煽动残酷的生死斗争，摧毁一个社会的宽容和人性，阻碍一个民族走向自由民主的进程。
尽管刘在审判期间未被允许出庭，但这篇文章后来发表并受到好评。最终成为2010年12月10日丽芙·乌尔曼在2010年诺贝尔和平奖颁奖典礼上发表的获奖演说。